# Mycodrosophila melanopleura
Mycodrosophila melanopleura är en tvåvingeart som beskrevs av Sundaran och Gupta 1991. Mycodrosophila melanopleura ingår i släktet Mycodrosophila och familjen daggflugor. Inga underarter finns listade i Catalogue of Life.